# Lauren Lapkus

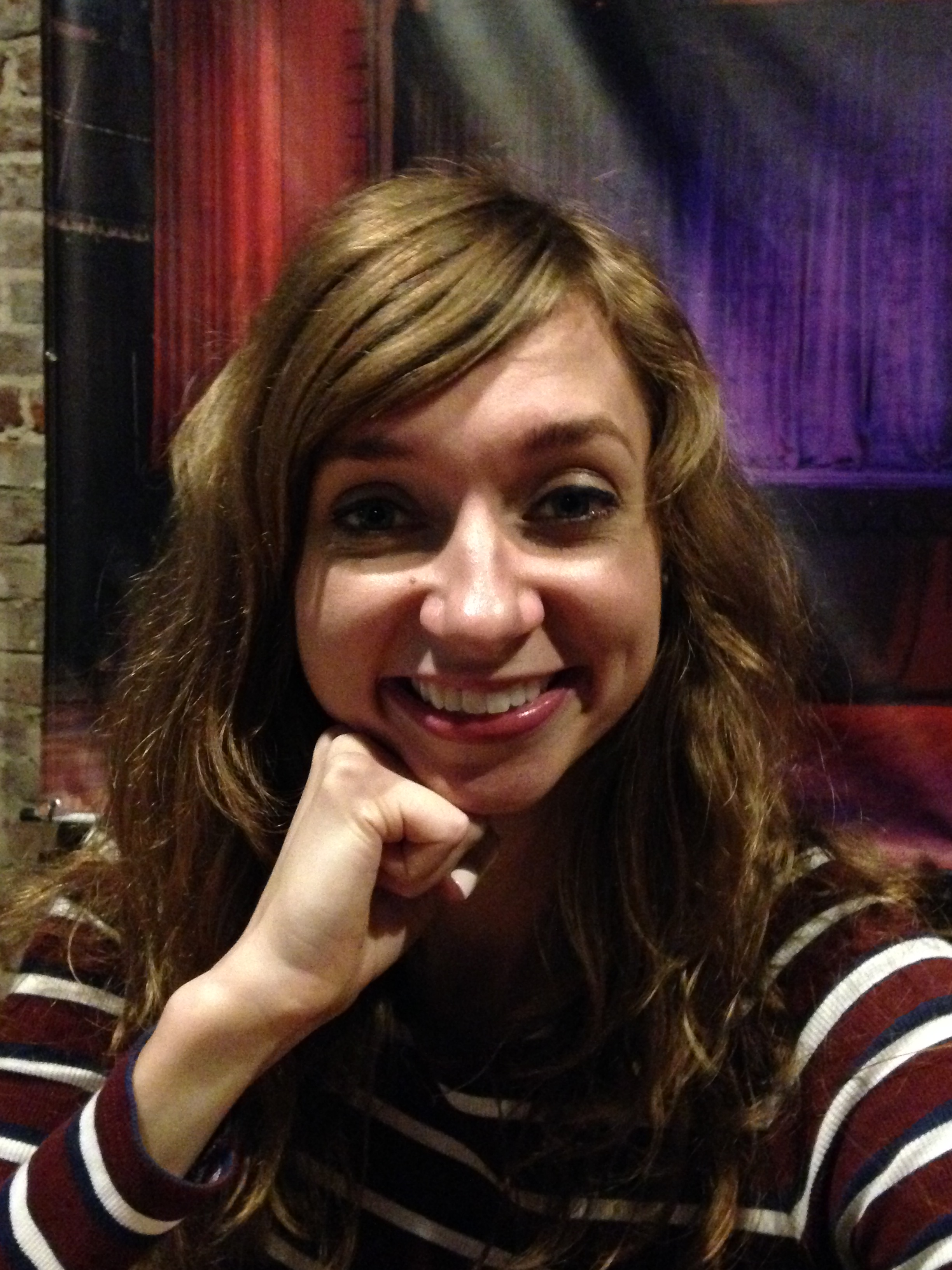
Lauren Lapkus (2016)

Lauren Lapkus (* 6. September 1985 in Evanston, Illinois) ist eine US-amerikanische Schauspielerin. Nach ihren Engagements in den Serien Are You There, Chelsea? (2012) und Orange Is the New Black (2013 bis 2014) erhielt sie 2015 eine Nebenrolle in Jurassic World.

## Leben
Lapkus wurde in den USA geboren, sie ist litauischer Abstammung. Sie machte 2008 an der DePaul University in Chicago ihren Abschluss. Nachdem sie ein Jahr in New York gelebt hatte, zog sie 2010 nach Los Angeles, um dort eine Schauspielkarriere zu beginnen.
Bekanntheit erlangte sie vor allem für ihre Rollen als Dee Dee in der NBC-Sitcom Are You There, Chelsea? und Susan Fischer in der Netflix-Serie Orange Is the New Black. Außerdem trat sie auf in Sendungen und Serien wie Jimmy Kimmel Live!, The Middle, Hot in Cleveland und @midnight.
Im Mai 2014 heiratete sie den Schauspieler Chris Alvarado, von dem sie im Februar 2016 ihre Scheidung bekannt gab. Im Oktober 2018 heiratete sie den Schauspieler Mike Castle.

## Filmografie (Auswahl)

### Filme
- 2005: Movie Boy
- 2007: Carpeted Afterhours (Fernsehfilm)
- 2011: Dog DNA (Kurzfilm)
- 2011: Secrets, Secrets (Kurzfilm)
- 2011: Plastic Heart (Kurzfilm)
- 2012: Dreamworld
- 2012: Cleve Dixon: Terrible Detectiv
- 2012: Manhattan Mixup (Kurzfilm)
- 2013: 3D Printer (Kurzfilm)
- 2013: Are You Here
- 2013: The To Do List
- 2013: Bread and Butter
- 2013: Joe, Joe & Jane (Fernsehfilm)
- 2014: Urlaubsreif (Blended)
- 2015: Jurassic World
- 2018: Holmes & Watson
- 2020: The Wrong Missy
- 2020: Happiest Season
- 2022: The Curse of Bridge Hollow
- 2023: The Out-Laws

### Serien
- 2010: Jimmy Kimmel Live! (Episoden 9.17 und 9.41)
- 2010–2011: The Parent Project (4 Episoden)
- 2011: Video Game Reunion (3 Episoden)
- 2011: The Back Room (Episoden Doug Benson und Matt Braunger)
- 2012: Are You There, Chelsea? (12 Episoden)
- 2012: Hot in Cleveland (Episode A Box Full of Puppies)
- 2013–2014: Orange Is the New Black (13 Episoden)
- 2013–2014: Comedy Bang! Bang! (3 Episoden)
- 2013: You’re Whole (Episode Lemonade/Fishing/Cupcakes)
- 2014: House of Lies (3 Episoden)
- 2014: Drunk History (Episode New York City)
- 2014: The Hotwives of Orlando (Episode Staycation)
- 2014: Friends with Better Lives (Episode The Lost and Hound)
- 2014: Key & Peele (2 Episoden)
- 2015: Kroll Show (Episode The In Addition Tos)
- 2015: Clipped
- 2017–2019: Crashing
- 2018–2019: The Big Bang Theory (8 Episoden)
- 2018: Lucifer (Episode Infernal Guinea Pig)
- 2018–2020: Harvey Miezen für immer!  (52 Episoden)
- 2018–2023: Craig of the Creek (Stimme)
- 2020–2021: Good Girls (17 Episoden)
- 2020–2024: Star Trek: Lower Decks (Stimme)
- 2023: Die verrückte Geschichte der Welt, Teil II (History of the World, Part II)
- 2023: A Million Little Things (3 Episoden)